# هنري جي. سترونج
هنري جي. سترونج (بالإنجليزية: Henry G. Strong)‏ هو شخصية أعمال أمريكي، ولد في 18 يوليو 1873 في روتشستر في الولايات المتحدة، وتوفي في 13 أغسطس 1919 في لوس أنجلوس في الولايات المتحدة.